# Мандалорці
Мандалорці — вигаданий людський народ із планети Мандалор у франшизі «Зоряні війни», створеній Джорджем Лукасом. Спочатку цей народ був виключно задумкою для частини саги «Зоряні війни. Імперія завдає удару у відповідь» як група білоброньових «суперсолдатів», але ідея отримала своє втілення в єдиному персонажі мисливця за головами Боба Фетта. Хоча термін «мандалорець» ніколи не використовується у фільмах, персонаж Боба Фетта став тригером для виникнення великої кількості творчих робіт про мандалорців у інших частинах франшизи «Зоряні війни».
У телевізійному мультсеріалі «Зоряні війни: Війни клонів» мандалорці зображені як люди з Мандалору та сусідніх світів із сильною воїнською традицією. Мандалорські солдати також з'являються в мультсеріалі «Зоряні війни: Повстанці», а також у пригодницькому серіалі «Мандалорець».

## Створення та розвиток
У процесі зйомки стрічки «Зоряні війни. Імперія завдає удару у відповідь» (1980), Ральф МакКуаррі та Джо Джонстон розробили дизайн уніформи для суперсолдатів із планети Мандалор у вигляді білих костюмів та зброї, призначеної для боротьби з джедаями. Спочатку суперсолдатів хотіли назвати Супервійськовими і зробити всіх ідентичними. Та врешті-решт ця ідея втілилася в єдиному персонажі мисливця за головами, Бобі Фетті, і уніформа була перероблена, але в ній збереглися такі елементи, як наручні лазери, ракетні дротики та реактивні ракети. У випуску 1979 року інформаційного листа офіційного фан-клубу «Зоряних війн» під назвою «Записки Батха», персонаж Боба був описаний як «величний завойовник, воїн із давніх часів», що «прийшов із далекого куточку галактики», «єдиний у своєму роді», тому що «інші були знищені лицарями-джедаями ще під час Війни Клонів».
Мандалорці дебютували у 68-му коміксі «Зоряних війн» під назвою «Початок пошуку» видавництва Марвел у 1983 році. В коміксі описуються Боб та Фен Шиса — суперсолдати, офіційні захисники планети Мандалор. «Атака клонів» (2002) представила мисливця за головами Джанго Фетта, який також носив мандалорську броню і був генетичним шаблоном для Боба Фетта та всієї армії клонів Республіки.

### У Всесвіті Канону
За коміксом під назвою «Зоряні війни: абсолютно все, що вам потрібно знати, згадати та розширити [Архівовано 20 грудня 2019 у Wayback Machine.]» мандалорців вважали воїнами, які стали найманцями та мисливцями за головами. Як відомо, вони їздили верхи на міфозаврах. Окрім планети Мандалор, мандалорці завойовували та колонізували інші світи, такі як Конкорд Дон та Кровнест до часів «Зоряні війни. Повстанці». Мандалорці врешті-решт вийшли на зв'язок зі Старою Республікою і вступили в боротьбу з джедаями. Побачивши всю міць та здібності джедаїв, мандалорці розробили пристрої, зброю та обладунки для боротьби з ними. Незважаючи на ворожнечу між мандалорцями та джедаями, один мандалорець, Тарре Візсла, став першим мандалорським джедаєм. Будучи джедаєм, Візла побудував дарксабер і використовував його для об'єднання манадалорців.
В коміксі «Зоряні війни. Повстанці» , мандалорка на ім'я Сабіна Ррен із клану Тарре Візсла «Ррен Хаус» ввійшла до складу екіпажу ескадрони «Фенікс». У боротьбі з Дартом Молом, відомим як Маул, вона здобула темну шаблю, древній артефакт мандалорців та джедаїв, що належав першим мандалорським джедаям. Темна шабля, як відомо, об'єднувала клани Мандалору в єдине ціле. Шаблю можна було отримати тільки поборовши попереднього власника. З темною шаблею Сабіна сподівалася об'єднати Мандалор і повернути їй честь, що була заплямована після створення зброї, яка могла знищити мандалорців. Повернувшись у Мандалор, вона здобуває підтримку своєї відлученої матері Урси, хоча і не без зусиль. У планах Сабіни відбулися деякі зміни після того, як її мати звернулася до Імперії за підтримкою, але в кінцевому підсумку, Дім Ррен перейшов на бік Сабіни. З Темною Шаблею вона згуртовує клан Ррена і починає боротьбу з кланом Саксон, який має підтримку Імперії, але втратив свого лідера Гар Саксона, убитого Урсою після поразки в одиночному бою, завданої Сабіною.

### У розширеному Всесвіті
У «Казках про джедаїв», написаних за тисячі років до оригінального фільму «Зоряні війни», мандалорці виступають основною військовою силою, яка стоїть на боці сітхів у їхній війні проти джедаїв, а їхній лідер знаходиться під впливом ватажка сітхів і починає війну з Республікою. Через Ревана і Малака, вони зазнають поразки і Реван гарантує, що новий Манд'алор, єдиний правитель мандалорського народу, не зможе більше здобути колишню велич. Їх народна єдність зникає, і мандалорці перетворюються на культуру блукаючих найманців. Завдяки інструкціям Ревана, описаним у частині Зоряних воєн під назвою «Лицарі Старої Республіки» та «Лицарі Старої Республіки II: Лорди сітхів», Кандер Ордо отримує титул Манд'алор і возз'єднує клани воїнів.
Джанго Фетт: Сезон Полювання, частина, написана незадовго до «Воєн клонів», зображує боротьбу між двома угрупуваннями: Вартівниками Смерті, на чолі з Тарре Візсла і Істинними Мандалорцями, на чолі з Джанго Феттом, прийомним батьком Джастера Мерееля, а пізніше і самого Джанго Фетта. За допомогою придуманої Візслою уловки, він обманює джедаїв нападає та вбиває всіх Істинних Мандалорців, окрім Джанго, але в кінцевому підсумку, Джанго вбиває Візслу та розгруповує Вартівників Смерті.
У романі «Командос Республіки», створеному паралельно з «Війнами Клонів», Мандалор — це незалежна планета, хоча багато воїнів-мандалорців стоять на боці сепаратистів. Однак група мандалорців виступала також в якості сержантів для підготовки армії клонів під керівництвом Джанго Фетта, тому багато солдатів-клонів практикували мандалорські звичаї та традиції. Після створення Галактичної імперії мандалорський народ був настороженим і не бажав допомагати Імперії, але не хотів оголошувати відкритий заколот, оскільки Мандалору не вистачало ресурсів для ведення війни. Однак Вартівники Смерті знову виходять на арену і відкрито підтримують Імперію. Імперія хоче обладнати планету бескаром, стійкою до вибуху сталлю, і створює гарнізон у столиці. Мандалор та його люди знову з'являються в романах «Спадщина сили», випущеному через сорок років після оригінального фільму «Зоряні війни», де Боба Фет переконує свою внучку Мірту Гев прийняти звання Манд'алор і знову об'єднати мандалорський народ.

## Мандалор
Мандалор — це вигадана планета мандалорського народу, розташована у Зовнішньому краю у однойменному секторі та системі. Там також розташований заселений Місяць під назвою Конкордія, гірське поселення, до якого висилають воїнів-мандалорців. Конкорд Дон, розташований у секторі Мандалор, також є батьківщиною мандалорських персонажів, включаючи Джанга Фетта, і клон Захисників.
У «Війнах клонів» Мандалор є значною мірою нежилою пустелею, що утворилася внаслідок війни з джедаями, яку вигадали та написали ще до виходу серіалу. Нові мандалорійські народи будували свої міста, такі як столиця Сундарі, у великих біодомах . Дизайн Сундарі базується на кубістських елементах та фресках, розташованих в місті та схожих на Герніку Пабло Пікассо . Концепція Мандалору як «великої запустілої планети з білим піском та кубоподібними будівлями» була розроблена Лукасом на початку написання сценарію для другого сезону «Війни клонів». Лукас також хотів, щоб в дизайн були вбудовані скляні шари. Оскільки Сундарі не сильно нагадував місто-гігант, виробнича команда перепланувала його в купол з кубами на ньому. Філоні зазначив, що запустілий та безплідний вигляд — це результат впливу Мебіуса. Філоні працював над бронею Боба Фетта і в дизайні вікон та інших архітектурних елементів розмістила тематичні «емблеми», адже культура воїна була настільки сильною, що вона повинна була відображатися в архітектурі.
У «Легендах» Мандалор — це так звана прийомна батьківщина мандалорського народу. Планета була спочатку населена народами Таунг, які перейменували себе мандалорцями і започаткували культуру, яку пізніше перейняли і ті мандалорці, що не належать до народів Таун. Мандалор є значною мірою малонаселеною пустелею, а його столиця Келдабе розташована на річці, яка є, по-суті, природним ровом. Келдабе описується як «анархічна фортеця», що характеризується різними архітектурними стилями.
Бескар у Мандо'а, — форма мандалорського заліза, — це дуже універсальна, стійка до світла металева руда, що є унікальною корисною копалиною в Мандалорі та Конкордії.

## Мандалорська мова

Мандалорійський алфавіт, створений для « Атаки клонів».

Письмова форма мандалорської мови була створена Філіпом Метчаном для зображення екрану корабля «Слейв І» Джанго Фетта в «Атаці клонів», а пізніше вона була повторно використана у «Війнах клонів» та «Повстанцях». Композитору Джессі Харлін для хорового твору, який він хотів помістити у відеогрі «Республіка командос» 2005 року, необхідний був текст і він створив розмовну форму мови, позиціонуючи її як стародавню. Вона отримала назву Мандоа і широко популізувалася Кареном Тревісом, автором серії романів «Республіка командос».
Мандо'а характеризується як переважно розмовна, аглютинативна мова, якій не вистачає граматичного роду для іменників та займенників. Ще однією характеристикою цієї мови є відсутність пасивного стану, замість нього вживають активний стан. У цій мові присутні всього три граматичні часи — теперішнє, минуле та майбутнє — але вони часто бувають нечіткими, і мовці, як правило, говорять в теперішньому часі. У цій мові також присутній взаємнозрозумілий діалект, який ще називається конкордіанським, і ним розмовляють на планеті Конкорд Дон. Про це йдеться в романах Тревіса в 66 та 501 розділі, а діалект, на якому говорять на місяці Мандалора Конкордія, можна почути в «Сюжеті мандалор» другого сезону «Війни клонів».

### Книги
- Windham, Ryder; Ling, Josh (2000). Aurra Sing: Dawn of the Bounty Hunters. San Francisco: Chronicle Books. ISBN 978-0-8118-2912-0.

### Візуальні ЗМІ
Зоряні війни: Війни клонів
- {{cite episode}}: Порожнє посилання на джерело (довідка)Шаблон:Full
- {{cite episode}}: Порожнє посилання на джерело (довідка)Шаблон:Full
- {{cite episode}}: Порожнє посилання на джерело (довідка)Шаблон:Full
- {{cite episode}}: Порожнє посилання на джерело (довідка)Шаблон:Full
- {{cite episode}}: Порожнє посилання на джерело (довідка)Шаблон:Full
- {{cite episode}}: Порожнє посилання на джерело (довідка)Шаблон:Full
- {{cite episode}}: Порожнє посилання на джерело (довідка)Шаблон:Full
- {{cite episode}}: Порожнє посилання на джерело (довідка)Шаблон:Full

Зоряні війни: Повстанці
- Blood Sisters. Star Wars Rebels. Сезон 2. Епізод 8.Шаблон:Full
- The Protector of Concord Dawn. Star Wars Rebels. Сезон 2. Епізод 12.Шаблон:Full

Особливості DVD
- Filoni (2010). Creating Mandalore (DVD). Lucasfilm.  Подія сталася на 0:20-1:52.